# Элейна из Астолата
Элейна из Астолата (англ. Elaine of Astolat ) — героиня Артурианы, умершая из-за безответной любви к Ланселоту. Дочь Барнарда Астолатского (англ. Bernard of Astolat). Варианты её истории появляются в «Смерти Артура» Томаса Мэлори и в «Королевских идиллиях» Альфреда Теннисона. История Элейны также вдохновила Теннисона на создание поэмы «Волшебница Шалот».

## Легенда
Версия этой истории впервые появляется в «Смерти Артура» из «Вульгаты» (ок. 1230 год), где Demoiselle d’Escalot умирает от неразделённой любви к Ланселоту и плывёт в лодке вниз по реке к Камелоту. Другая версия излагается в итальянской новелле XIII века «La Donna di Scallota», которая послужила источником для «Волшебницы Шалот» Теннисона.
В «Смерти Артура» Мэлори (XV век) история Элейны начинается с того, что король Артур по дороге на турнир, посвящённый дню Успения Богородицы, останавливается в Астолате. Хотя Ланселот изначально не планировал участвовать, королева Гвиневера переубеждает его, и он прибывает в замок Барнарда Астолатского, отца Элейны. Он собирается принять участие в турнире инкогнито и для этого занимает у Барнарда щит его сына Тиррея.
Элейна влюбляется в Ланселота и просит его носить на турнире её знак. Ланселот соглашается: «оттого что прежде он никогда не надевал знаков ни одной дамы, он решил надеть теперь её знак, чтобы никто из его родичей не заподозрил, что это он».
Ланселот и брат Элейны Лавейн отправляются на турнир, где они выступают против рыцарей короля Артура. Они одерживают многочисленные победы, но в конце концов Борс пробивает щит Ланселота и наносит ему серьёзную рану. Ланселот продолжает сражаться и сокрушает более тридцати рыцарей, его объявляют победителем турнира, но после битвы, когда Лавейн извлекает из его раны застрявший в ней наконечник копья, он падает без чувств от потери крови. Лавейн отводит Ланселота в жилище отшельника Бодуина Бретонского, который славится как искусный лекарь.
Узнав от брата, где находится её возлюбленный, Элейна отправляется в жилище отшельника и ухаживает за раненым Ланселотом, «и никогда ни жена, ни дитя не были так кротки с мужем и отцом, как Прекрасная Дева из Астолата с сэром Ланселотом». Когда он выздоравливает и собирается уезжать, Элейна признаётся ему в любви и просит его стать её мужем или возлюбленным. Ланселот отказывает, сказав, что решил никогда не жениться, но в качестве благодарности за её заботу обещает выплачивать тысячу фунтов в год тому, кого она выберет в мужья, и покидает Астолат.
Спустя десять дней Элейна, которая всё это время «денно и нощно предавалась столь жестокой печали, что не ела, не пила, не спала, но всё время жаловалась и вздыхала по сэру Ланселоту», умирает. Она просит вложить ей в руку письмо, написанное братом под её диктовку, положить её тело на украшенное дорогими тканями ложе и спустить вниз по реке к замку короля Артура в траурной барке. Эти указания выполняются. Обнаружив тело, король требует зачитать при всех содержимое находящегося при ней письма. В своём послании Элейна, обращаясь к Ланселоту, пишет о своей любви к нему, просит похоронить её и заказать погребальную службу.

## Интересные факты
- Легенда о Элейне из Астолата легла в основу стихотворения Альфреда Теннисона «The Lady of Shalott».
- В книге «Аня из Зелёных Мезонинов» Люси Мод Монтгомери, главная героиня с подругами играет в Элейн и «плывёт в Камелот на барке».

## Элейна в искусстве
Образ Элейны привлекал многих художников, благодаря этому она стала одним из самых узнаваемых персонажей третьего плана в Артуриане. Краткий список художников, отразивших в своих работах её историю, включает:
- Данте Габриэль Россетти
- Уильям Холман Хант
- Джон Уильям Уотерхаус
- Генри Пич Робинсон
- Говард Пайл
- Луис Джон Рид
- Элизабет Сиддал
- Элеанор Фортескью-Брикдейл
- Роберт Гибб

### Галерея
- Софи Андерсон, 1870
- Тоби Эдвард Розенталь «Элейна» (1874). Чикагский институт искусств
- Иллюстрация Говарда Пайла (1881)
- Джон Уильям Уотерхаус «Леди из Шалот» (1888)
- Джордж У. Рид и Луис Рид, 1898
- Элеанор Фортескью-Брикдейл «Элейна и Ланселот» (1911)
- Ланселот Спид, 1919